# Viadukt von Jezernice
Der Viadukt von Jezernice (tschechisch Jezernický viadukt) ist eine Eisenbahnbrücke im Zuge der einstigen Kaiser-Ferdinands-Nordbahn (Wien–Krakau) in Tschechien. Sie führt über das Flüsschen Jezernice südlich des Dorfes Jezernice in Mähren.

## Geschichte
Im Zuge der Errichtung der Kaiser-Ferdinands-Nordbahn, die zwischen Prerau und Mährisch Weißkirchen rechtsseitig dem Tal der Betschwa folgt, musste die Talmulde des Flüsschens Jezernice überwunden werden.
Dazu wurde ein Viadukt aus Ziegelmauerwerk errichtet, das 1842 vollendet wurde. Erst mit der Inbetriebnahme des Streckenabschnittes Leipnik–Oderberg im Jahre 1847 erfolgte die Nutzung der Brücke für den Bahnverkehr. Durch den zweigleisigen Ausbau der Bahnstrecke wurde eine Verbreiterung des nur für den eingleisigen Betrieb konstruierten Viaduktes erforderlich. Dazu erfolgte ab 1873 der Anbau einer zweiten identischen Brücke, die jedoch aus Steinen gemauert wurde.
Im Zuge des seit den 1990er Jahren begonnenen Ausbaus der Eisenbahnstrecke wurde eine Sanierung der als technisches Denkmal eingestuften Brücke erforderlich. Bei den Bauarbeiten stellte sich heraus, dass die Tragfähigkeit und Statik des Bauwerkes unzureichend war. Entgegen den Angaben in den alten Bauzeichnungen waren die Wände des Ziegelviaduktes zu großen Teilen nicht stabilisiert, und es zeigte sich, dass die Gewölbe der Steinbrücke nur verfüllt waren. Dadurch wurde ein Abbruch des Bauwerkes bis auf die Pfeiler unumgänglich.
Die Erneuerung der Gewölbe erfolgte schließlich in Stahlbetonbauweise, und entsprechend der Forderung der Denkmalschutzbehörde wurden sie mit einer weitgehend originalgetreuen Ziegelmauerwerkverblendung aus Hartklinkern versehen. Im Jahre 2002 konnten die Sanierungs- und Rekonstruktionsarbeiten abgeschlossen werden.
Ein weiteres technisches Denkmal befindet sich östlich in Slavíč mit dem ehemaligen Tunnel der Kaiser-Ferdinands-Nordbahn, der unter dem Dorf verlief.
Der Viadukt besteht aus 42 Bögen, von denen 35 eine Spanne von 7,59 m und die restlichen sieben von 5,69 m haben. Seit Abschluss der Bauarbeiten wird die Brücke nachts angestrahlt.